# 荆溪街道
荆溪街道，是中华人民共和国四川省南充市顺庆区下辖的一个乡镇级行政单位。

## 行政区划
荆溪街道下辖以下地区：
桑树坝村、荆溪村、花厂村、屈家庙村、凉伞树村、坛罐窖村、观音坝村、文昌宫村、道子沟村和昌水堰村。